# Matveï Doubrovine
Matveï Grigorievitch Doubrovine (en russe : Матве́й Григо́рьевич Дубро́вин, né le 12 juillet 1911 à Saratov et mort le 22 octobre 1974, est le fondateur et premier directeur artistique du Théâtre de la créativité des jeunes (TYUT) à Léningrad (1956).

## Biographie
Matveï Doubrovine est né à Saratov dans la famille d'un tailleur (quatrième fils).
En 1923, âgé de 12 ans, il organise le club « Théâtre révolutionnaire » à Saratov et y monte sa première pièce, Robin des Bois.
Au début des années 1930, il retourne à Léningrad. Pendant quelque temps, il étudie à la faculté de philologie de l'université puis il entre à l’école de théâtre à la section de la mise en scène.
Avant la Guerre, il devient assistant-réalisateur à la production de La Dame de pique par Vsevolod Meyerhold au Théâtre Maly.
Au début de la guerre de Finlande, en 1939, il dirige une équipe artistique. Après une grave blessure, il est envoyé à Khorog dans le Pamir, pour organiser le premier théâtre musical du Tadjikistan. C'est là qu'il a l’idée de créer un théâtre de la créativité des jeunes.

### Activité créative et pédagogique
Matveï Doubrovine crée son système d'éducation par le moyen de l'art théâtral. Il forme de nombreux acteurs et metteurs en scène russes comme Lev Dodine, Sergueï Soloviov, Andreï Krasko, Alexandre Galibine et Nikolay Burov,.

### Période de Léningrad (cercles dramatiques pour enfants)

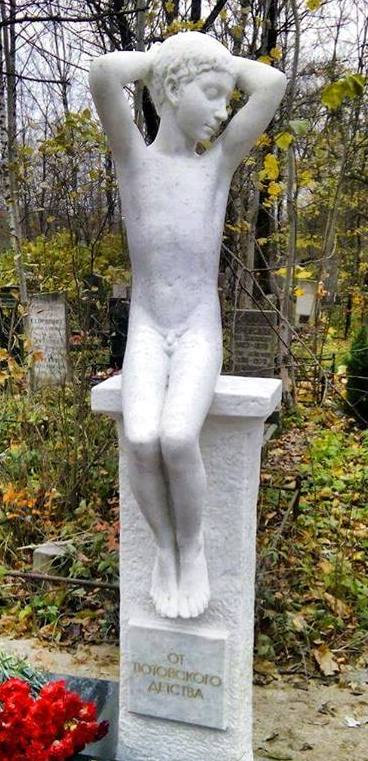
Monument sur la tombe de Matveï Doubrovine avec l'inscription « De l'enfance du Théâtre de la créativité des jeunes »

De retour à Leningrad en 1947, Doubrovine commence à diriger des cercles dramatiques pour enfants. Cette activité devient le travail de sa vie. De ces cercles sont sortis de nombreux acteurs tels que Margarita Volodina et Lidia Shukshina.

### Théâtre de la créativité des jeunes

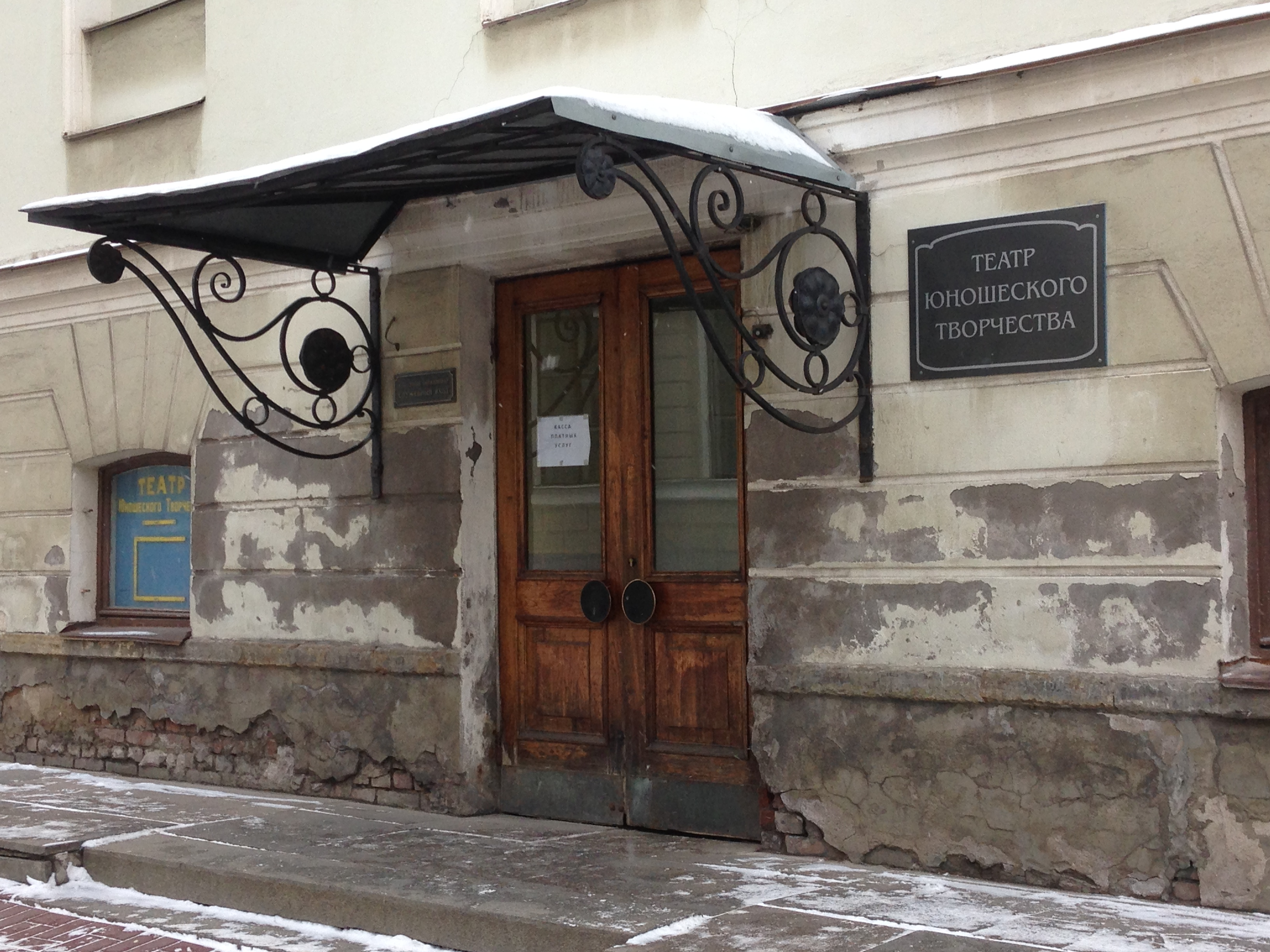
Entrée du Théâtre de la créativité des jeunes.

En 1956, Doubrovine fonde le Théâtre de la créativité des jeunes (Le théâtre-école). Contrairement au théâtre professionnel, dans le théâtre de Doubrovine chacun est en même temps acteur et maquilleur (habilleur, éclairagiste , etc.), ce qui développe la créativité. Ainsi, les participants acquièrent des compétences théâtrales et sont prêts à travailler sur de véritables productions théâtrales.